# Do You Wanna Go Party

Do You Wanna Go Party contiene el último éxito número uno del grupo en los Estados Unidos, "Please Don't Go". La pista del título fue un éxito moderado, con más éxito en la lista de R&B, llegando a los diez primeros. El lado "B" de "Please Don't Go", "I Betcha Did Not Know That", también fue un éxito en el Top 20 de R&B.

## Listado de canciones
1. "Hooked On Your Love" (Casey/Finch) - 3:55
2. "I've Got The Feeling" (Casey/Finch) - 3:04
3. "Ooh, I Like It" (Casey/Finch) - 6:06
4. "Please Don't Go" (Casey/Finch) - 3:50
5. "I Betcha Didn't Know That" (Casey/Finch) - 4:08
6. "Que Pasa?" (Casey/Finch) - 5:10
7. "Do You Wanna Go Party" (Casey/Finch) - 7:30

- Datos: Q3712381